# トパーズ・キャピタル
トパーズ・キャピタル株式会社（Topaz Capital Co., Ltd.）は、日本に拠点を置く独立系のプライベート・デット・ファンド。
2012年、日本興業銀行（現・みずほ銀行）を出自とした3名の共同創業者により設立。ESGの視点に沿った投資活動を行っており2020年8月にPRIに署名している。
2023年、第一生命ホールディングスは、トパーズ社の発行済み株式の約70％を創業メンバーから取得。買収後もトパーズ社の現経営陣が経営を担う。